# Eldoreti repülőtér
Az Eldoreti repülőtér (IATA: EDL, ICAO: HKEL) Kenya egyik nemzetközi repülőtere, amely Eldoret közelében található. Éves utasforgalma 111 250 fő (2013).

## Kifutópályák
A repülőtér futópályái:
- 08/26

## Forgalom
Az utasforgalom az elmúlt években az alábbi módon változott:
| 2013 | 111 250 |

| Év   | Utasszám |
| ---- | -------- |
| 2011 | 86 351   |
| 2012 | 91 399   |
| 2013 | 111 250  |

## Légitársaságok és úticélok
| Légitársaság    | Célállomások                          |
| --------------- | ------------------------------------- |
| Fly540          | Kisumu, Lodwar, Nairobi–Jomo Kenyatta |
| Jambo Jet       | Nairobi–Jomo Kenyatta                 |
| Skyward Express | Lodwar, Nairobi–Wilson                |